# 2018년 FIFA 월드컵 결승전

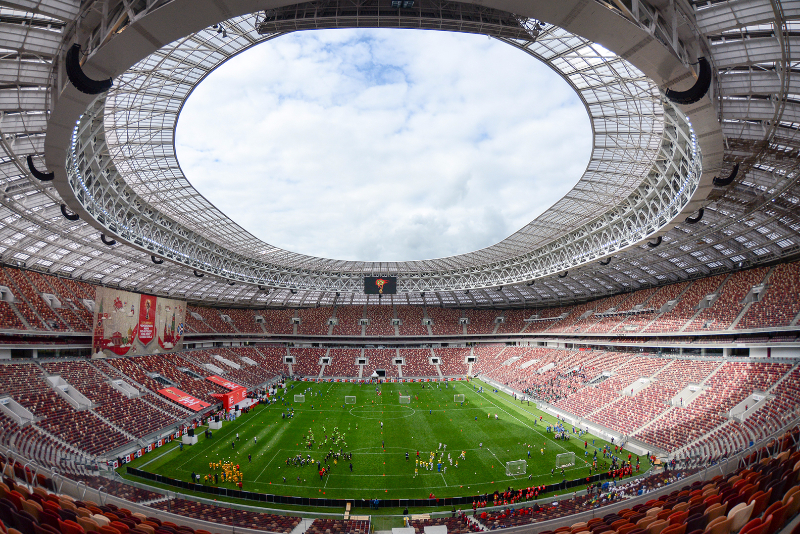
결승전이 열린 루즈니키

2018년 FIFA 월드컵 결승전(러시아어: Чемпионат мира по футболу 2018, 영어: 2018 FIFA World Cup Final)은 2018년 7월 15일에 2018년 FIFA 월드컵의 우승 팀을 가리기 위해 열린 경기이다. 러시아 모스크바에 위치한 루즈니키 스타디움에서 열렸으며 프랑스와 크로아티아가 맞붙었다.
프랑스에게는 1998년 FIFA 월드컵, 2006년 FIFA 월드컵 이후에 진출한 3번째 FIFA 월드컵 결승전이며, 크로아티아에게는 사상 처음으로 진출한 FIFA 월드컵 결승전이다. 프랑스가 크로아티아를 4-2로 누르고 20년 만에 2번째 FIFA 월드컵 우승을 차지했다. 또한, 2002년 FIFA 월드컵 결승전 이후 16년 만에 승부차기나 연장전 없이 정규 시간만으로 승부가 가려진 FIFA 월드컵 결승전이다.

## 프랑스와크로아티아의 러시아 월드컵 기록 (준결승까지)
| 팀             | 전 | 승 | 무 | 패 | 득 | 실 | 차 | 점 |
| -------------- | -- | -- | -- | -- | -- | -- | -- | -- |
| 프랑스         | 3  | 2  | 1  | 0  | 3  | 1  | +2 | 7  |
| 덴마크         | 3  | 1  | 2  | 0  | 2  | 1  | +1 | 5  |
| 페루           | 3  | 1  | 0  | 2  | 2  | 2  | 0  | 3  |
| 오스트레일리아 | 3  | 0  | 1  | 2  | 2  | 5  | -3 | 1  |

| 팀         | 전 | 승 | 무 | 패 | 득 | 실 | 차 | 점 |
| ---------- | -- | -- | -- | -- | -- | -- | -- | -- |
| 크로아티아 | 3  | 3  | 0  | 0  | 7  | 1  | +6 | 9  |
| 아르헨티나 | 3  | 1  | 1  | 1  | 3  | 5  | -2 | 4  |
| 나이지리아 | 3  | 1  | 0  | 2  | 3  | 4  | -1 | 3  |
| 아이슬란드 | 3  | 0  | 1  | 2  | 2  | 5  | -3 | 1  |

## 경기 결과
| 프랑스                                                                  | 4 – 2  | 크로아티아                  |
| ----------------------------------------------------------------------- | ------ | --------------------------- |
| 만주키치 18′ (자책골) · 그리즈만 38′ (페널티) · 포그바 59′ · 음바페 65′ | 리포트 | 페리시치 28′ · 만주키치 69′ |

- 마리오 만주키치의 69분 골은 위고 요리스가 크로아티아 진영으로 차려다 들어간 것이나, 만주키치의 압박이 있었고 공이 마지막으로 닿은 선수는 만주키치였기 때문에 요리스의 자책골이 아니다.

| 프랑스 | 크로아티아 |

| GK          | 1  | 위고 요리스 (주장) |     |     |
| RB          | 2  | 뱅자맹 파바르      |     |     |
| CB          | 4  | 라파엘 바란        |     |     |
| CB          | 5  | 사뮈엘 움티티      |     |     |
| LB          | 21 | 루카스 에르난데스  | 41′ |     |
| CM          | 6  | 폴 포그바          |     |     |
| CM          | 13 | 은골로 캉테        | 27′ | 55′ |
| RW          | 10 | 킬리안 음바페      |     |     |
| AM          | 7  | 앙투안 그리즈만    |     |     |
| LW          | 14 | 블레즈 마튀이디    |     | 73′ |
| CF          | 9  | 올리비에 지루      |     | 81′ |
| 교체 선수:  |    |                    |     |     |
| MF          | 15 | 스티븐 은존지      |     | 55′ |
| MF          | 12 | 코랑탱 톨리소      |     | 73′ |
| FW          | 18 | 나빌 페키르        |     | 81′ |
| 감독:       |    |                    |     |     |
| 디디에 데샹 |    |                    |     |     |

| GK              | 23 | 다니옐 수바시치      |       |     |
| RB              | 2  | 시메 브르살코        | 90+2′ |     |
| CB              | 6  | 데얀 로브렌          |       |     |
| CB              | 21 | 도마고이 비다        |       |     |
| LB              | 3  | 이반 스트리니치      |       | 82′ |
| CM              | 7  | 이반 라키티치        |       |     |
| CM              | 11 | 마르첼로 브로조비치  |       |     |
| RW              | 18 | 안테 레비치          |       | 71′ |
| AM              | 10 | 루카 모드리치 (주장) |       |     |
| LW              | 4  | 이반 페리시치        |       |     |
| CF              | 17 | 마리오 만주키치      |       |     |
| 교체 선수:      |    |                      |       |     |
| FW              | 9  | 안드레이 크라마리치  |       | 71′ |
| MF              | 20 | 마르코 퍄차          |       | 82′ |
| 감독:           |    |                      |       |     |
| 즐라트코 달리치 |    |                      |       |     |

| 최우수 선수: 앙투안 그리즈만 (프랑스) 부심: 에르난 마이다나 (아르헨티나) 후안 파블로 벨라티 (아르헨티나) 대기심: 비외른 카위퍼르스 (네덜란드) 후보 대기심: 에르빈 제인스트라 (네덜란드) 비디오 판독심: 마시밀리아노 이라티 (이탈리아) 보조 비디오 판독심: 마우로 비글리아노 (아르헨티나) 카를로스 아스트로사 (칠레) 다니 마켈리 (네덜란드) | 경기 규정: - 90분 - 필요시 연장전 30분 - 연장전 후에도 동점시 승부차기 - 교체 선수 12명 등록 - 최대 3명 교체 가능하고 연장전에서 4번째 선수 교체 가능. |

## 사진

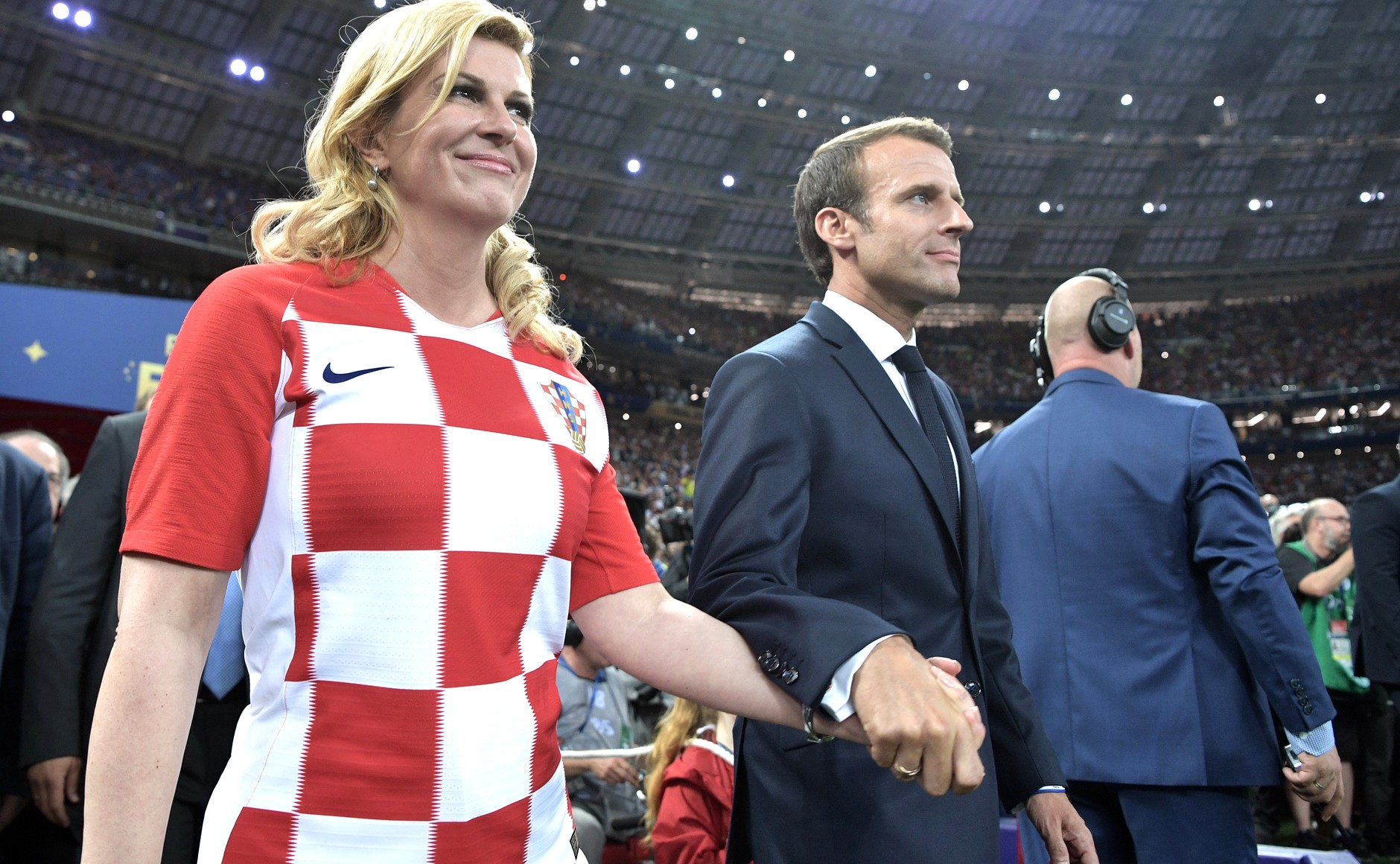
2018년 FIFA 월드컵 결승전을 관전하고 있는 에마뉘엘 마크롱 프랑스 대통령과 콜린다 그라바르키타로비치 크로아티아 대통령